# Antonio Lacedelli
Antonio Lacedelli (Cortina d'Ampezzo, 4 febbraio 1965) è un ex saltatore con gli sci italiano.
Ha gareggiato nella Coppa del Mondo dal 1984 al 1990. Detiene attualmente il record italiano come miglior piazzamento nella classifica generale del Torneo dei Quattro Trampolini (9º posto).

## Carriera
Dopo aver vinto la medaglia d'argento ai Campionati italiani del 1983, Lacedelli fece il suo debutto nella Coppa del mondo di salto con gli sci il 30 dicembre 1983, saltando a Oberstdorf. Tuttavia, a parte il Torneo dei Quattro Trampolini del 1983/84, in questa stagione non ha gareggiato in nessun'altra competizione. Per la stagione 1984/85 gareggiò nuovamente nel Torneo dei Quattro Trampolini, ma senza grandi risultati. Ai Campionati mondiali di sci nordico 1985 a Seefeld in Tirolo, che si sono svolti poco tempo dopo, non è riuscito a superare il 61º posto sulla collina normale. 
La stagione 1985/86 iniziò, invece, con molto più successo. Nella prima gara della stagione, il 15 dicembre 1985 a Lake Placid, riuscì a entrare per la prima volta nei migliori dieci con il 5º posto e conquistare così anche i suoi primi punti in Coppa del Mondo. È stato in grado di ottenere buoni risultati anche nelle successive gare di Coppa del Mondo.
Dopo aver terminato il Torneo dei Quattro Trampolini 1985/86 al 9º posto nella classifica generale, detenendo ancora oggi il record italiano come miglior piazzamento nel torneo, ottenne anche un buon posto in Coppa del Mondo con il 25º posto nella classifica generale. Poco dopo la fine della stagione Lacedelli diventa anche campione italiano.
La stagione 1986/87 iniziò con un 11º posto a Chamonix. Successivamente, però, la sua prestazione è peggiorata e per lo più ha mancato la zona punti. Solo alla fine della stagione a Lahti è riuscito a conquistare altri quattro punti in Coppa del Mondo.
Ai Campionati mondiali di sci nordico di Oberstdorf nel 1987, Lacedelli arrivò 40º sul trampolino normale e 30º sul trampolino grande.
Lacedelli ha infine concluso la sua carriera attiva durante la stagione dei Mondiali 1989/90. Ha gareggiato nella sua ultima gara di Coppa del Mondo il 10 dicembre 1989 a Lake Placid.

## Coppa del Mondo

### Classifiche
| Stagione | Complessivamente | 4H |
| -------- | ---------------- | -- |
| 1983-84  | –                | 93 |
| 1984-85  | –                | 87 |
| 1985-86  | 25               | 8  |
| 1986-87  | 54               | 44 |
| 1987-88  | –                | 78 |
| 1988-89  | 45               | 59 |
| 1989-90  | –                | –  |